# Mathilde Kramer
Mathilde Uldall Kramer est une athlète danoise, née le 15 mars 1993. 
Son dernier résultat est la 7e place pour le 60 m femmes - série 5 aux Championnats du monde d'athlétisme en salle 2018 et la 8e place pour le 4x100 m femmes - finale a aux Relais mondiaux 2019.

## Carrière
Présente aux Championnats d'Europe en salle 2021, elle est disqualifiée lors des séries du 60 m pour faux départ.